# Кушкалово
Кушкалово — деревня в Сунском районе Кировской области в составе Кокуйского сельского поселения.

## География
Находится на расстоянии примерно 14 километров по прямой на юго-восток от районного центра поселка Суна.

## История
Известна с 1763 года как починок Кушкаловский, принадлежавший Успенскому Трифонову монастырю. В 1873 году учтено было дворов 13 и жителей 87, в 1905 31 и 307, в 1926 59 и 324, в 1950 60 и 182, в 1989 оставалось 7 человек.

## Население
Постоянное население составляло 17 человек (русские 100 %) в 2002 году, 1 в 2010.